# Bomolocha achatinalis
Bomolocha achatinalis là một loài bướm đêm trong họ Noctuidae.